# 난폭한 로맨스
《난폭한 로맨스》는 2012년 1월 4일부터 2012년 2월 23일까지 방송했던 KBS 2TV 수목 드라마였다.

## 프로그램 소개
예상치 못한 악연 때문에 야구 선수 남자 주인공을 유도 선수 출신 경호원 여자 주인공이 경호하게 되면서 벌어지는 좌충우돌 사랑 이야기를 그린 로맨틱 코미디

## 줄거리
박무열(이동욱)과 유은재(이시영)는 노래방에서 시비가 붙으면서 만난다. 시비 붙은 영상이 인터넷에 퍼지고 그 논란을 해결하기 위해 유은재가 박무열의 경호원이 된다. 잠깐일 줄만 알았던 경호 생활은 박무열의 스토커가 등장하면서 생각보다 길어지게 된다. 여러 사건에 걸쳐 결국 범인은 잡히게 되고, 앙숙일 줄만 알았던 둘은 서로에게 사랑의 감정을 느끼기 시작한다.

## 등장 인물

### 주요 인물
- 이동욱 : 박무열(29세) 역

2010년 프로야구 우승팀 레드 드리머즈의 주전 유격수이자 한국시리즈의 야구 스타이다.
- 성격이 난폭하기 그지 없고 다혈질이며 무식하여 매번 사건 사고를 치게 된다.
- 학부모들이 뽑은 ‘우리 아이에게 나쁜 영향을 미치는 스포츠 스타 1위’에 등극할 만큼 사람들에게 난폭한 이미지를 차지하고 있다.
- 게다가 한국시리즈 7차전에 ‘방망이 투척 사건’으로 안티팬이 급증하기도 했다.
 어린 시절부터 부모와 사이가 별로 좋지 않았다.
- 아들이 야구하는 모습을 부모는 볼 수 없었던 것이다. 하지만 야구를 너무 좋아했고 야구 아니면 살 이유가 없다고 생각했다. 
이런 그를 일으켜 세워 준 사람이 바로 진동수와 강종희이다.
- 진동수 덕분에 계속 야구를 할 수 있었고, 강종희 덕분에 사랑을 느낄 수 있었다.

- 이시영 : 유은재(29세) 역

1남 1녀 중 장녀로 태어났으며 박무열 안티 카페 “뻑무열”의 다이아몬드 회원. 바람 잘 날 없는 경호업체 “케빈장의 오두막” 소속 경호원이다. 경호원답게 중학교 1학년 때부터 고등학교 2학년 때까지 유도선수 생활을 했고, 심지어 전국체전 4강 진출까지 했다.
- 취미이자 대부분의 여가 생활은 야구 시청 및 블루시걸즈 응원하기이다.
- 블루시걸즈 팬카페에 들어가지 않는 한이 있어도, 감기로 몸져 누워 있어도 박무열 안티 카페에는 꼭 들어가 한 줄을 남긴다.
- 가족 또한 블루시걸즈의 극성팬이다. 
나름 평탄하게 살고 있던 삶에 충격적인 미션이 떨어진다.
- 바로 원수를 경호하라는 것이다.
- 무열을 경호하면서 사사건건 대립하게 되지만 누구보다도 위기 상황에서 무열을 보호하는 좋은 경호원이다.
- 경호 수칙을 준수하는 만큼 입도 무겁고, 관찰력과 상황 판단력, 상황 대처 능력도 좋은 편이다. 
무열을 경호하게 되면서 은재는 무열을 짝사랑하게 된다.
- 무열을 향한 짝사랑에 바라보는 것만으로도 혼자 웃고 울며, 그 사람의 행복을 위해 뛰고 아파하며, 그 사람이 좋아하는 사람이 되고 싶어 자신에게 어울리지 않아도 이것저것을 따라 해본다.

### 박무열의 주변 인물
- 오만석 : 진동수(30대 초반) 역

레드 드리머즈의 후보외야수. 박무열을 인간으로 만든 주인공이다.
- 박무열의 대학 신입생 시절 성질대로 좌충우돌하며 팀 내 분위기를 망치고 다녀 퇴출 위기에 처했을 때 박무열을 감싸안고 팀을 설득한 적이 있다.
- 이 사건을 계기로 박무열은 그를 진심으로 따르게 된다.
- 박무열을 견딜 만큼 그는 진정한 대인배이다.
- 김태한의 선수 파일에 있는 평가에는 “진동수는 내가 만난 인간 중에서 가장 완성된 인격의 소유자다”라고 나온다.

- 황선희 : 오수영(20대 후반) 역

진동수의 아내. 결혼 전에 그림을 그렸지만 뜻대로 되지 않아 그만두었다.
- 결혼 후 목표는 오직 내조의 여왕이 되는 것이다. 프로야구 선수의 부인으로서 필요한 모든 것을 익혔다.
- 각종 보양 요리, 한식 요리사 자격증, 영양학 공부, 스포츠 마사지, 수지침까지. 언제나 하는 고민이 있다면 어떻게 하면 남편을 더 행복하게 해줄까, 남편의 고민은 무엇일까이다.

- 제시카 : 강종희(29세) 역

박무열의 첫사랑. 박무열과 사귀었던 여자이다.
- 그림에 천재적인 재능을 가지고 있지만 조울증에 시달린다.
- 조울증 때문에 박무열이 너무 힘들어하자 그의 곁을 떠나 영국으로 간다.

- 강동호 : 김태한(30대 초반) 역

레드 드리머즈 홍보 실장. 표정에 어떠한 변화도 보이지 않으며 레드 드리머즈과 박무열을 보호하는 역할을 한다.
- 냉정하고 이성적이며 계산이 빠른 사람이다.
- 모든 상황을 원인과 결과로 분석하기 때문에 절대 화를 내지 않는다.
- 모든 일에 철저하며 레드 드리머즈의 홍보실장으로서의 역할에 최선을 다한다.

- 이희준 : 고재효(30대 초반) 역

박무열 잡는 기자. 인터넷 신문의 프리랜서 기자이다.
- 다른 말로 표현하자면 파파라치이다.
- 박무열에게 사적인 원한을 가졌으며 항상 박무열의 뒤를 쫓는다.
- 한번 물면 놓지 않는 도사견 같다고 해서 '고도사'라고 불리기도 한다.

- 홍종현 : 서윤이(20대 초반) 역

꽃미남 알바생. 일류 법대 휴학생이다.
- 우수에 젖은 눈빛에 유리처럼 투명한 피부를 가졌으며 어디에서든 눈에 띄는 꽃미남이다.
- 가정 형편이 어려워 성실하게 알바를 해서 학비와 생활비를 번다.
- 그러나 드러나지 않은 본성이 숨겨져 있다.
- 어려서부터 가난에 상처받은 마음은 그를 시니컬한 이중인격자로 만들었다.

- 이보희 : 양선희 역

가사 도우미 이모님. 10여 년 동안 박무열의 집에서 일했다.
- 그 누구보다도 박무열을 잘 안다고 생각한다.
- 오랫동안 함께 한만큼 박무열 또한 그녀를 믿는다.
- 그 믿음을 알고 있지만 감정이 지나치게 격해지면서 박무열에게 집착하게 된다.

### 유은재의 주변 인물
- 이한위 : 케빈장(40대 초반) 역

사설 경호업체 “케빈장의 오두막”의 대표. 본명은 장덕수이다.
- 영화 보디가드의 케빈 코스트너에게 반해 경호업을 시작했다는 소문이 있다.
- 그래서 영어 이름을 케빈이라고 한다.
- 그는 자신이 하는 일에 굉장한 프라이드를 가지고 있다.

- 이원종 : 유영길(63세) 역

은재의 아버지. 나이 . 횟집 ‘파란 갈매기’의 주방장 겸 대표이다.
- 가족 1남 1녀 딸여성 유은재 아들남성 유창호 첫째딸여성 유은재 둘째아들남성 유창호. 블루 시걸즈의 원년 골수팬이다.
- 일년에 한번 초복 때마다 최고급 자연산 장어를 블루 시걸즈에게 직접 배달하는 열혈 팬이다.

- 임주은 : 김동아(29세) 역

독서가, 은재의 친구. 은재네 집주인 대리이다.
- 시골로 내려가 전원생활을 만끽하고 있는 할머니 할아버지 대신 집을 관리하고 있으며 사실상 백수이다.
- 어린 나이에 부모님을 잃고 집안에서 책만 읽기 시작했다.

- 장태훈 : 유창호(25세) 역

은재의 남동생 남자동생. 직업은 그냥 주부이다.
- 가족들과는 말도 잘하고 농담도 잘하지만 다른 사람들 앞에서는 매우 수줍어하고 자신의 존재를 희미하게 지운다.
- 블루시걸즈의 골수팬이며 박무열을 죽도록 싫어한다.

### 특별 출연
- 최희 : 아나운서 역
- 이수정 : 화보모델 역
- 이엘 : 꽃뱀 역
- 유장영 : 윤종일 역
- 김윤태 : 문신남 역
- 이정준 : 송동열 역

## 시청률
아래의 파란색 숫자는 '최저 시청률'이고, 빨간색 숫자는 '최고 시청률'입니다. 시청률조사회사와 지역별로 시청률에 차이가 있을 수 있습니다.
| 2012년      | 2012년      | 2012년                               | 2012년         | 2012년         |
| 회차        | 방송일      | 부제                                 | TNmS 시청률    | AGB 시청률     |
| 회차        | 방송일      | 부제                                 | 대한민국(전국) | 대한민국(전국) |
| ----------- | ----------- | ------------------------------------ | -------------- | -------------- |
| 제1회       | 1월 4일     | 아무도 원하지 않는 플레이볼          | 7.1%           | 7.1%           |
| 제2회       | 1월 5일     | 최악의 키스톤 콤비                   | 6.7%           | 6.7%           |
| 제3회       | 1월 11일    | 모범적인 빈볼                        | 6.2%           | 6.4%           |
| 제4회       | 1월 12일    | 찬스땐 언제나 본헤드 플레이          | 6.5%           | 6.2%           |
| 제5회       | 1월 18일    | 길고 긴 런다운                       | 5.8%           | 5.7%           |
| 제6회       | 1월 19일    | 마운드에 오르기 전에 강판된 투수     | 5.3%           | 6.4%           |
| 제7회       | 1월 25일    | 어쩌다보니 백업플레이                | 4.9%           | 6.2%           |
| 제8회       | 1월 26일    | 던지나마나한 견제구                  | 5.8%           | 6.4%           |
| 제9회       | 2월 1일     | 누구를 원망하랴 텍사스 히트          | 3.9%           | 4.4%           |
| 제10회      | 2월 2일     | 요기베라의 침묵                      | 4.0%           | 4.5%           |
| 제11회      | 2월 8일     | 등떠밀려 다시 등판한 패전처리 투수   | 6.0%           | 5.1%           |
| 제12회      | 2월 9일     | 누군가는 눈치챘다. 누의 공과         | 5.9%           | 5.1%           |
| 제13회      | 2월 15일    | 아슬아슬한 태그업                    | 4.7%           | 5.2%           |
| 제14회      | 2월 16일    | 지나치게 완벽한 희생플라이           | 4.0%           | 5.0%           |
| 제15회      | 2월 22일    | 모든 것이 걸려있는 야수선택          | 4.7%           | 5.6%           |
| 제16회      | 2월 23일    | 끝까지 발버둥 쳐라 스트럭아웃 난아웃 | 5.0%           | 5.4%           |
| 평균 시청률 | 평균 시청률 | 평균 시청률                          | 5.4%           | 5.7%           |

## OST

### Part.1
| #  | 제목                          | 작사   | 작곡           | 재생 시간 |
| -- | ----------------------------- | ------ | -------------- | --------- |
| 1. | 〈필라멘트〉 (임정희)         | 김선민 | 강예구, 김선민 | 4:04      |
| 2. | 〈필라멘트 (inst.)〉 (임정희) |        | 강예구, 김선민 | 4:04      |

### Part.2
| #  | 제목                              | 작사           | 작곡   | 재생 시간 |
| -- | --------------------------------- | -------------- | ------ | --------- |
| 1. | 〈어쩜〉 (제시카, 김진표)         | 김건우, 김진표 | 김건우 | 3:53      |
| 2. | 〈어쩜 (inst.)〉 (제시카, 김진표) |                | 김건우 | 3:53      |

### Part.3
| #  | 제목                             | 작사   | 작곡           | 재생 시간 |
| -- | -------------------------------- | ------ | -------------- | --------- |
| 1. | 〈그래도 그대니까〉 (별)         | 김선민 | 김선민, 김경범 | 4:23      |
| 2. | 〈그래도 그대니까 (inst.)〉 (별) |        | 김선민, 김경범 | 4:23      |

### Part.4
| #  | 제목                            | 작사   | 작곡   | 재생 시간 |
| -- | ------------------------------- | ------ | ------ | --------- |
| 1. | 〈Hello, Love〉 (J-Min)         | 김선민 | 김선민 | 4:06      |
| 2. | 〈Hello, Love (inst.)〉 (J-Min) |        | 김선민 | 4:06      |

### Part.5
| #  | 제목                      | 작사   | 작곡   | 재생 시간 |
| -- | ------------------------- | ------ | ------ | --------- |
| 1. | 〈아플까〉 (동우)         | 김경범 | 김경범 | 4:33      |
| 2. | 〈아플까 (inst.)〉 (동우) |        | 김경범 | 4:33      |

### 정규 앨범
| #   | 제목                                    | 재생 시간 |
| --- | --------------------------------------- | --------- |
| 1.  | 〈난폭한 로맨스 (Main Theme)〉 (김선민) | 0:58      |
| 2.  | 〈어쩜〉 (제시카, 김진표)               | 3:53      |
| 3.  | 〈Promise〉 (김선민)                    | 1:37      |
| 4.  | 〈그래도 그대니깐〉 (별)                | 4:23      |
| 5.  | 〈Tears〉 (김선민)                      | 2:01      |
| 6.  | 〈아플까〉 (동우)                       | 4:33      |
| 7.  | 〈눈물나는 날에는〉 (김선민)            | 2:14      |
| 8.  | 〈어떻게 변해요〉 (오만석)              | 4:05      |
| 9.  | 〈사랑.. 그 설레임〉 (황혜경)           | 2:55      |
| 10. | 〈Hello, Love〉 (J-Min)                 | 4:08      |
| 11. | 〈우리 언젠가〉 (김선민)                | 1:32      |
| 12. | 〈필라멘트〉 (임정희)                   | 4:04      |